# Badra Gunba
Badra Zurabovich Gunba (en abjasio: Бадра Зураб-иԥа Гәынба, en ruso: Бадра Зурабович Гунба; Sujumi, 14 de agosto de 1982) es un político abjasio que actualmente se desempeña como Presidente de Abjasia desde 2024. Anteriormente fue Ministro de Cultura y Preservación del Patrimonio Histórico y Cultural de Abjasia desde 2011 hasta 2014. Fue nombrado por el recién elegido presidente Alexander Ankvab el 13 de octubre de 2011. Tras la revolución de mayo de 2014 y la elección del presidente Raul Jadyimba, Gunba fue reemplazado como ministro por Elvira Arsalia.
Fue elegido vicepresidente de Abjasia como compañero de fórmula de Aslan Bzhania en las elecciones presidenciales de 2020.
El 19 de noviembre de 2024, Gunba se convirtió en presidente interino de Abjasia cuando Aslan Bzhania renunció tras el asalto al parlamento por parte de los manifestantes de la oposición.